# Meriden (Connecticut)
Meriden es una ciudad ubicada en el condado de New Haven en el estado estadounidense de Connecticut. En el año 2005 tenía una población de 59,653 habitantes y una densidad poblacional de 968 personas por km².

## Geografía
Meriden se encuentra ubicada en las coordenadas 41°32′12″N 72°47′41″O / 41.53667, -72.79472.

## Historia
Meriden originalmente era parte de Wallingford. Su propio ayuntamiento fue fundado en 1727, se hizo un pueblo propio en 1806, y fue incorporada como ciudad en 1867. Fue nombrado por el pueblo de Meriden, Inglaterra.
La casa más vieja del pueblo todavía existe, construida por Solomon Goffe en 1711, y actualmente es un museo.
En los 1800s, Meriden fue reconocida mundialmente como la “Ciudad de la Plata,” por las numerosas fábricas de productos de ese metal, como International Silver y Meriden Cutlery.
En 1900, La Torre de Craig fue dedicado en Hubbard Park. La Biblioteca memorial de Curtis se estableció en 1903.

## Demografía
Según la Oficina del Censo en 2000 los ingresos medios por hogar en la localidad eran de $43,237 y los ingresos medios por familia eran $52,788. Los hombres tenían unos ingresos medios de $39,633 frente a los $10,268 para las mujeres. La renta per cápita para la localidad era de $20,597. Alrededor del 20.5% de la población estaban por debajo del umbral de pobreza.

## Personajes ilustres
- Jack Barry (1887 - 1961) pelotero y mánager en las Grandes Ligas de Béisbol; nacido en Meriden.
- Tomie dePaola (1934) autor e ilustrador de libros infantiles, como Strega Nona y Meet the Barkers.
- Frank Kowalski (1907-1974) un representante en la Asamblea General de Connecticut.
- William Lyman (fl. 1870s) inventó el abrelatas moderno en 1870.
- Mary McGarry Morris (b. 1943) - autor.
- George P. Murdock (1897–1985) antropólogo cultural.
- Rosa Ponselle (1897-1981) cantante de opera soprano y directora artística del Baltimore Civic Opera.